# Acq
Acq är en kommun i departementet Pas-de-Calais i regionen Hauts-de-France i norra Frankrike. Kommunen ligger i kantonen Dainville som tillhör arrondissementet Arras. År 2022 hade Acq 790 invånare.

## Befolkningsutveckling
Antalet invånare i kommunen Acq
| Referens: INSEE |